# Nukleáza

Fosfodiesterová vazba propojující nukleotidy thymin (T) s adeninem (A), a následně s dalším adeninem skrze fosfátové skupiny(PO_{4}^{3−}).

Nukleáza je enzym, který hydrolyzuje fosfodiesterovou vazbu nukleových kyselin (DNA, RNA) a tím je fakticky rozkládá.
Nukleáza patří do skupiny enzymů hydroláz, protože hydrolyzuje chemické vazby mezi nukleotidy.
Tento enzym je nezbytný pro přirozené mechanismy opravy DNA vyskytujících se v buňkách a v biotechnologických procesech. Jeho studium je významné pro obory, jako je genové klonování, technologie rekombinantní DNA, RFLP, AFLP, sekvenování genů, genová terapie, mapování genomu a další.

## Historie
V šedesátých letech 20. století se podařilo Stuartu Linnovi a Werneru Arberovi izolovat dva typy enzymů zodpovědných za omezení růstu fágů v bakteriích Escherichia coli:
- První typ enzymu nazvali methyláza, neboť přidal do DNA methylovou skupinu za vzniku methylové DNA.
- Druhý typ nazvali restrikční nukleáza, neboť rozštěpil DNA na několika náhodných místech po celé délce molekuly.

Tento objev se stal zásadním pro další vývoj zkoumání reakcí enzymů s molekulami DNA. Byl to první krok k řezání DNA na konkrétních místech předvídatelným a reprodukovatelným způsobem.

Restrikční nukleáza HindIII štěpí dvouvláknovou molekulu DNA na platném restrikčním místě '.

V roce 1968 H.O. Smith, K.W. Wilcox a T.J. Kelley izolovali a charakterizovali první restrikční nukleázu, jejíž reakce závisela na specifické sekvenci nukleotidů DNA. Při práci s bakteriemi Haemophilus influenzae izolovali enzym, nazývaný HindII, který vždy řezal molekuly DNA v určitém bodě v rámci specifické sekvence šesti párů bází. Zjistili, že enzym HindII protíná DNA vždy přímo ve středu této sekvence.
V současné době je objeveno více než 900 restrikčních enzymů, které byly izolovány z 230 kmenů bakterií. Tyto restrikční enzymy mají názvy, které odrážejí jejich původ. První písmeno názvu pochází z kmene bakterií a druhá dvě písmena pocházejí z druhu prokaryotické buňky, ze které byly izolovány. Například EcoRI pochází z bakterií Escherichia coli RY13, zatímco HindII pochází z kmene Haemophilus influenzae Rd. Čísla následující po názvech nukleáz naznačují pořadí, ve kterém byly enzymy izolovány z jednotlivých kmenů bakterií - EcoRI, EcoRII.

## Rozdělení nukleáz
Nukleázy se rozdělují podle místa působení v molekule nukleové kyseliny:
- endonukleázy – štěpí vazby uvnitř nukleových kyselin. Rozpoznávají specifické sekvenční oblasti nukleových kyselin a štěpí fosfodiesterové vazby mezi nukleotidy, které jsou umístěny uprostřed nukleových kyselin. Specifickým druhem jsou restrikční endonukleázy, které štěpí vazbu mezi nukleotidy na 3 'nebo 5' místech molekuly nukleové kyseliny. Endonukleázy jsou v technologii rekombinantní DNA velmi důležité, protože rozpoznávají specifické sekvence bází v řetězci nukleové kyseliny a rozbíjejí vazby mezi nukleotidy.
- exonukleázy – štěpí nukleové kyseliny od konců molekuly, postupují směrem dovnitř, přičemž vznikají mononukleotidové produkty.
- přechodné typy nukleáz – některé nukleázy například postupují od konců (jako exonukleázy), ale neštěpí při svém postupu důsledně všechny fosfodiesterové vazby, takže produkují spíše oligonukleotidy.

Nukleázy se rozdělují také podle typu štěpené molekuly:
- DNázy – štěpí DNA
- RNázy – štěpí RNA

## Endonukleáza

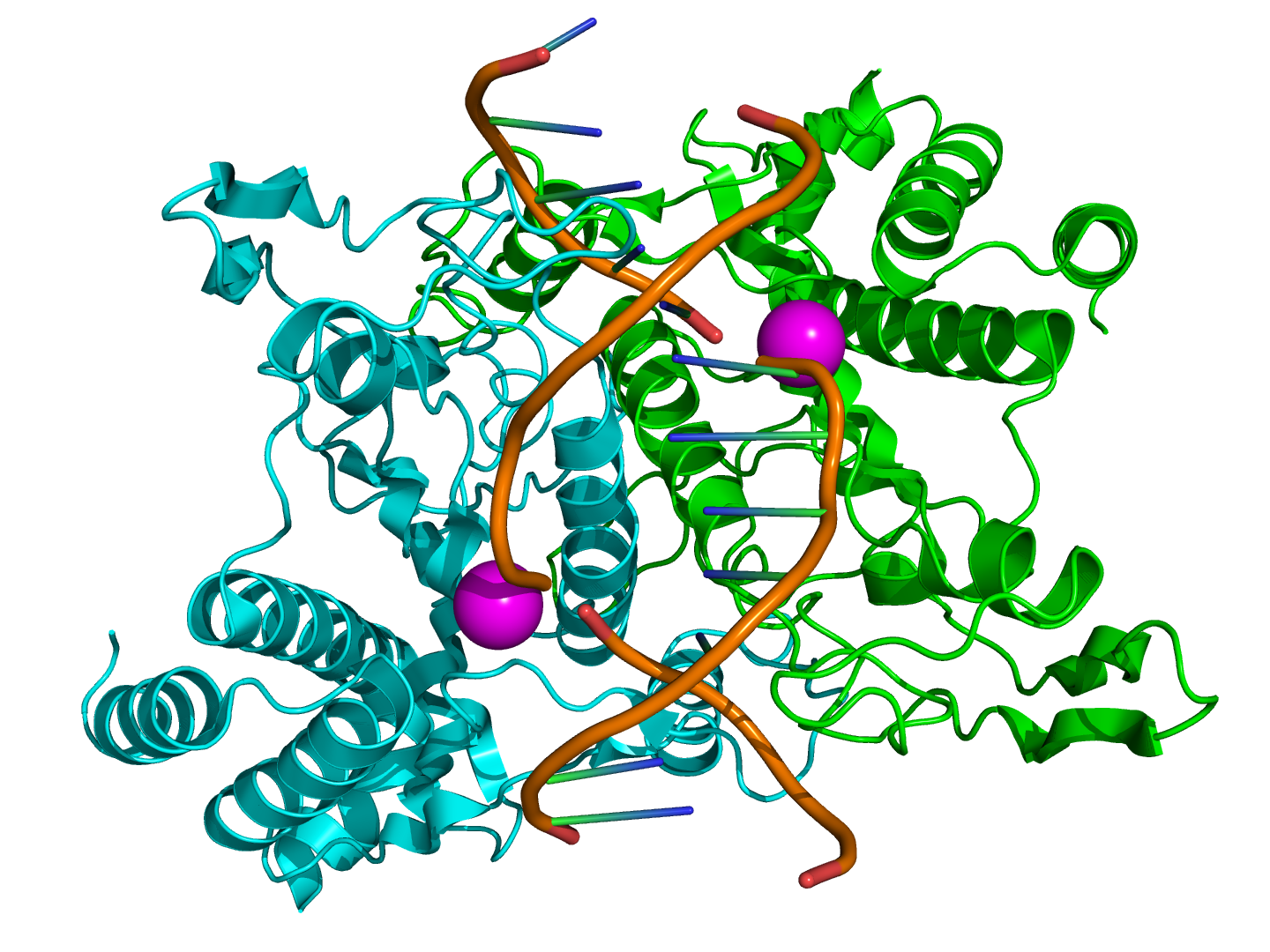
Struktura restrikčního enzymu EcoRI z bakterie Escherichia coli

Endonukleáza je enzym, který štěpí nukleové kyseliny uvnitř řetězce DNA nebo RNA. Endonukleáza rozpozná specifické nukleotidové sekvence nukleové kyseliny a rozbíjí chemické vazby mezi nukleotidy. Velká skupina z nich se nazývá restrikční endonukleázy, protože prohledávají specifická restrikční místa, štěpí vazbu a produkují restrikční fragmenty. Více než 100 restrikčních endonukleáz získaných z bakterií je využíváno pro komerční účely. Zásadní roli hrají například v molekulárním klonování.
Většina restrikčních endonukleáz jsou dimerní enzymy složené ze dvou proteinových podjednotek, které obalují dvouvláknovou DNA a odděleně štěpí obě vlákna z obou stran. Existují stovky typů restrikčních endonukleáz s jedinečnými rozpoznávacími místy v bakteriích. Kvůli jejich vysoké specificitě v restrikci se štěpí pouze ve specifických sekvencích. Proto jsou považovány za vysoce užitečné molekulární nástroje v technologiich rekombinantní DNA.

## Exonukleáza

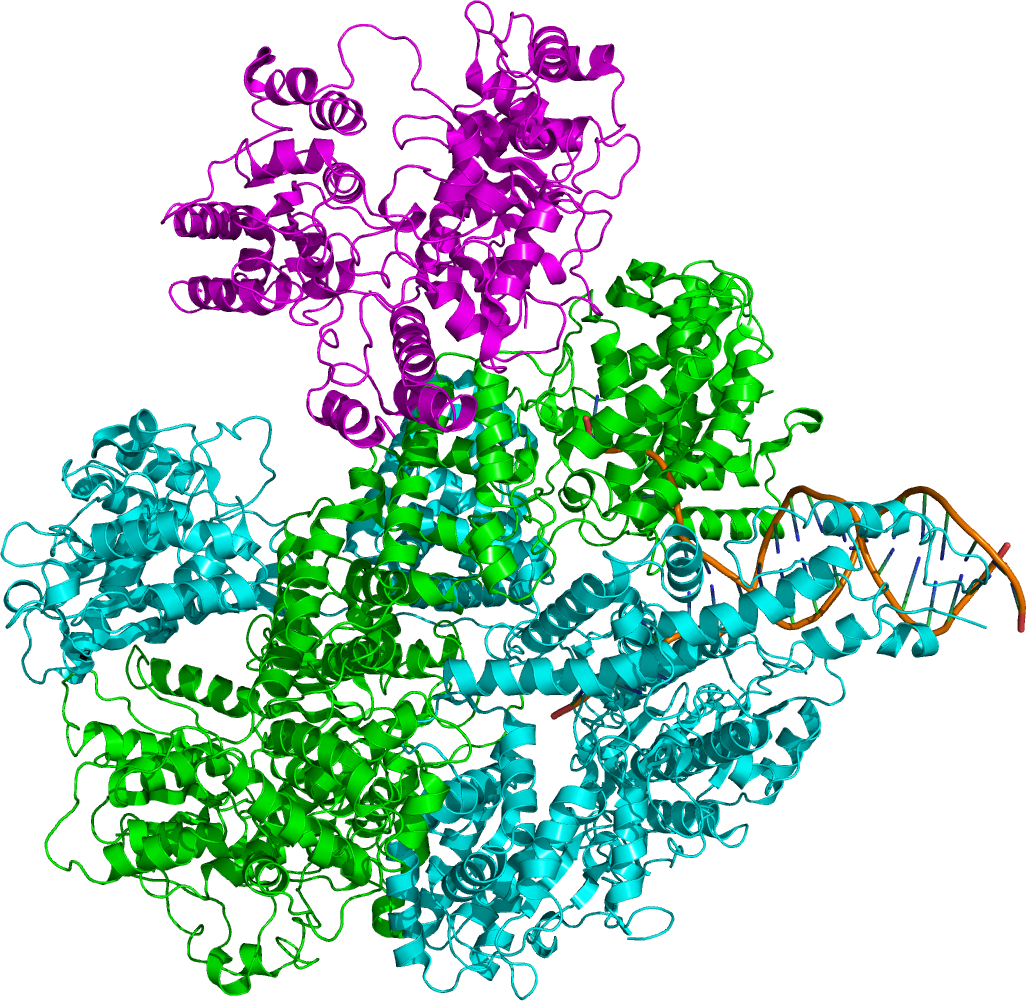
Struktura exonukleázy RecBCD z bakterie Escherichia coli

Exonukleáza je enzym, který štěpí chemické vazby mezi nukleotidy na 3 'nebo 5' koncích řetězců nukleové kyseliny DNA nebo RNA. Rozkládá jednotlivé nukleotidy na konci řetězce jeden po druhém a produkuje nukleosidy přenosem fosfátových skupin do vody.
Exonukleázy se nacházejí v bakteriích, archaeách a eukaryotech. V Escherichia coli je přítomno 17 různých exonukleáz, včetně DNA polymeras 1, 2 a 3.
Exonukleázy jsou důležité při opravách DNA, genetické rekombinaci, prevenci výskytu mutací nebo stabilizaci genomu.

## Shrnutí rozdílů

### Místo štěpení
- Endonukleáza štěpí vazby mezi nukleotidy uvnitř molekuly nukleové kyseliny.
- Exonukleáza štěpí vazbu mezi nukleotidy na konci molekuly nukleové kyseliny.

### Funkce
- Endonukleázy rozbíjejí fosfodiesterové vazby a produkují restrikční fragmenty.
- Exonukleázy odstraňují nukleotidy jeden po druhém z konců nukleových kyselin a produkují nukleosidy.

### Příklady
- Mezi endonukleázy patří Bam HI, EcoRI, Hind III, Hpa I, Sma I,
- Mezi exonukleázy patří exonukleáza III, RecBCD (exonukleáza V), exonukleáza RecJ, exonukleáza VIII / RecE, exonukleáza IX, exonukleáza T, exonukleáza X atd.